# Havrîlivka, Pokrovske
Havrîlivka (în ucraineană Гаврилівка) este localitatea de reședință a comunei Havrîlivka din raionul Pokrovske, regiunea Dnipropetrovsk, Ucraina.

## Demografie
Componența lingvistică a localității Havrîlivka
     Ucraineană (96,89%)
     Rusă (3,01%)
Conform recensământului din 2001, majoritatea populației localității Havrîlivka era vorbitoare de ucraineană (96,89%), existând în minoritate și vorbitori de rusă (3,01%).